# David Fussenegger

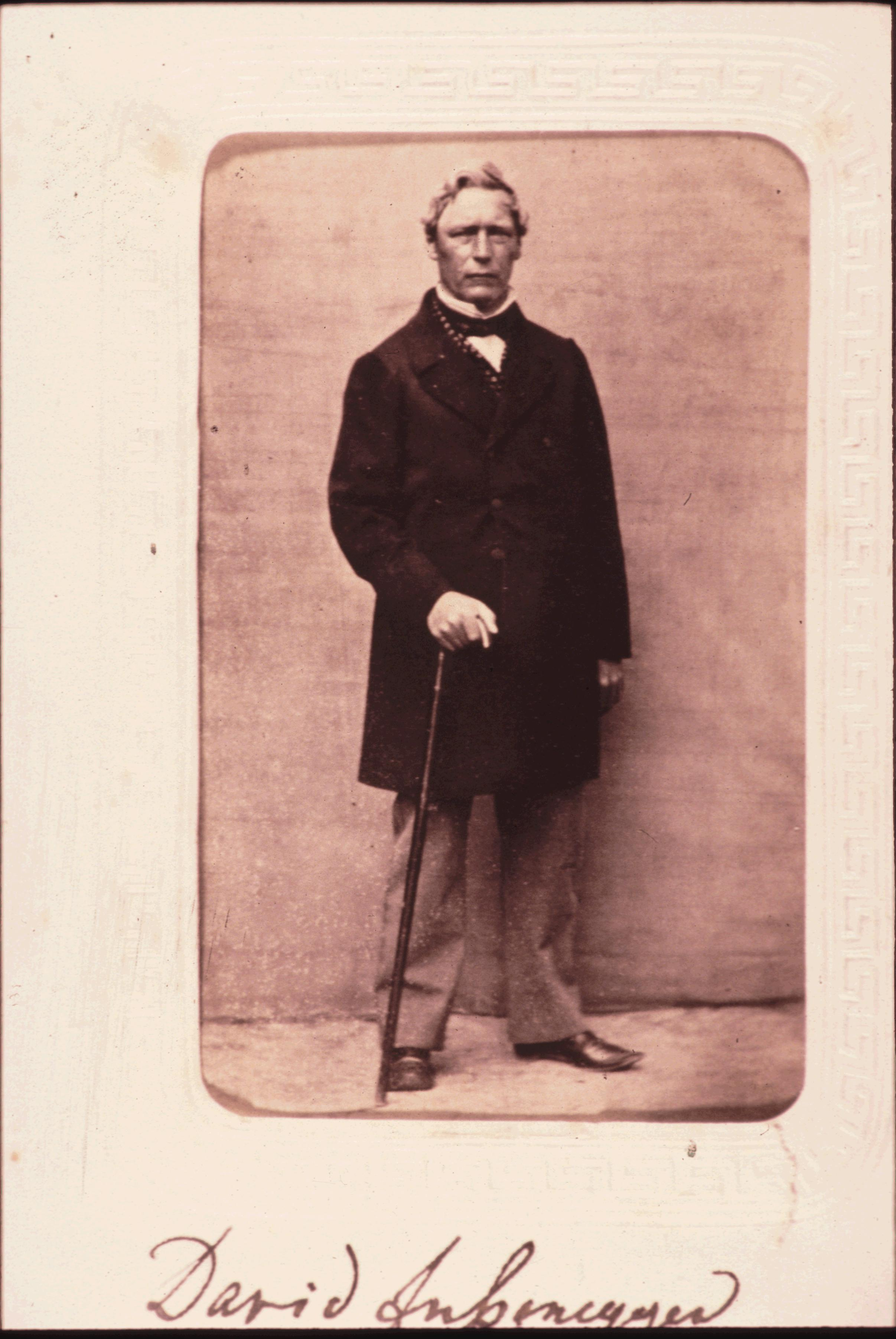
David Fussenegger

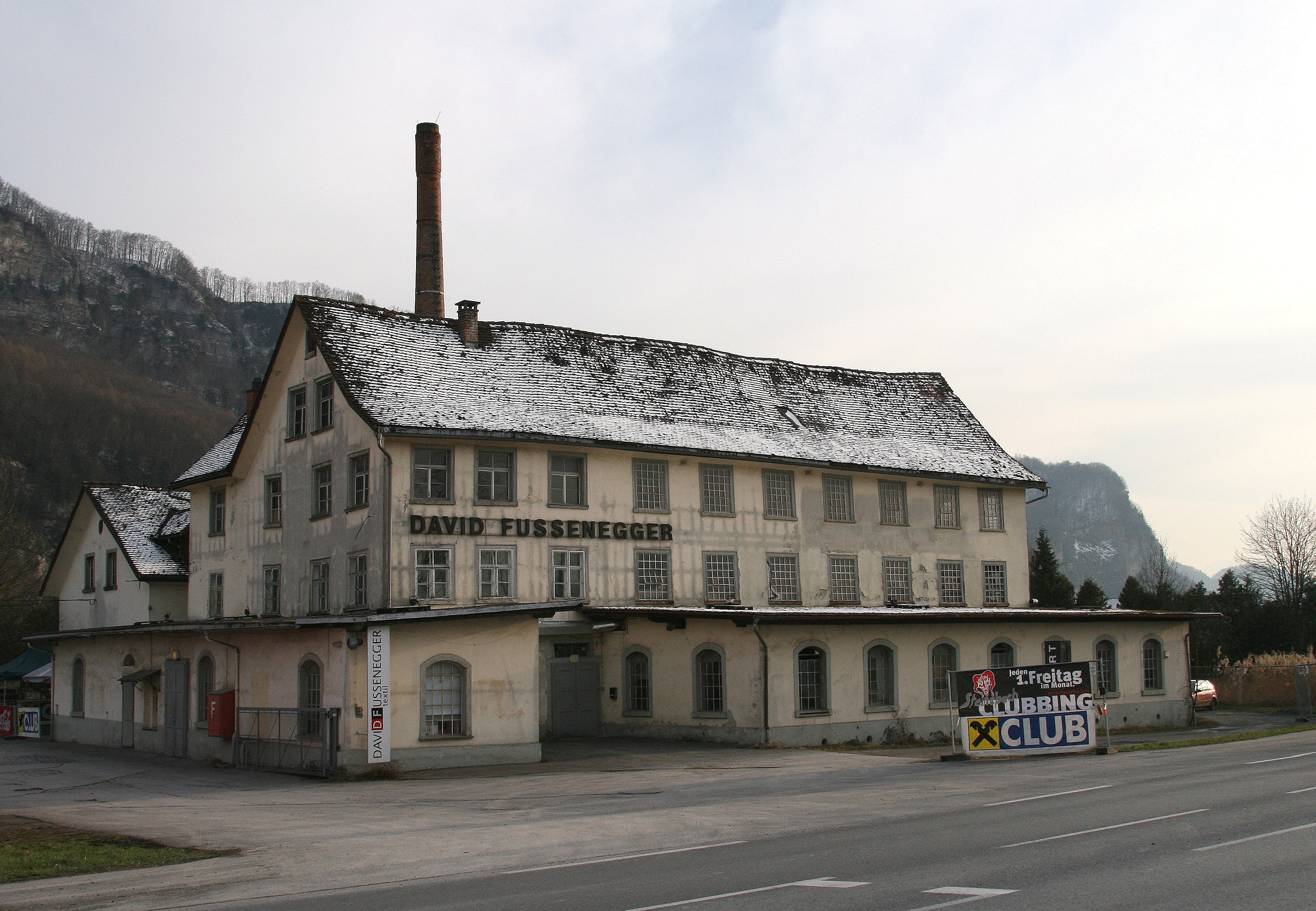
Fabriksgebäude des Unternehmens David Fussenegger in Dornbirn Hatlerdorf, 2008

David Fussenegger (* 18. Juli 1808 in Dornbirn; † 12. September 1874 ebenda) war ein österreichischer Textilfabrikant und Politiker. Fussenegger war von 1861 bis 1864 Abgeordneter zum Vorarlberger Landtag, Mitglied des Vorarlberger Landesausschusses und Landeshauptmannstellvertreter.

## Leben und Wirken
David Fussenegger wurde am 18. Juli 1808 als Sohn des Textilfabrikanten Jakob Alois Fussenegger und dessen Frau Maria Anna Ulmer in Dornbirn im Vorarlberger Rheintal geboren. Er gründete im Jahr 1832 das Textilunternehmen David Fussenegger, das unter diesem Namen bis heute besteht. Am 18. Juni 1832 heiratete David Fussenegger in Dornbirn Karolina Danner, mit der er acht gemeinsame Kinder bekam. Fusseneggers jüngster Sohn, Karl, folgte seinem Vater in die Gemeindepolitik und war von 1908 bis 1910 ebenfalls Dornbirner Bürgermeister.
Politisch war David Fussenegger zunächst als Gemeindevertreter und Gemeinderat und schließlich von 1854 bis 1857 als Dornbirner Gemeindevorsteher (Bürgermeister) tätig. 1861 wurde er im ersten Vorarlberger Landtag als Abgeordneter der Liberalen gewählt und übernahm auch das Amt des Landeshauptmann-Stellvertreters im Vorarlberger Landesausschuss. 
Alle diese politischen Ämter hatte Fussenegger bis zum Jahr 1864 inne. Als Landeshauptmann-Stellvertreter und Landtagsabgeordneter des Marktes Dornbirn folgte ihm Wilhelm Rhomberg, als Mitglied des Landesausschusses Karl von Seyffertitz nach. David Fussenegger konzentrierte sich in der Folge wieder auf die Leitung seines florierenden Textilunternehmens in Dornbirn.
Das Unternehmen David Fussenegger wurde 2011 durch Jürgen Spiegel und Gottfried Wohlgenannt von Klaus Ladstätter-Fussenegger übernommen und 2014 eröffnete der neue Firmensitz in Altach.